# Il delitto Mattarella
Il delitto Mattarella è un film del 2020 diretto da Aurelio Grimaldi dedicato alla figura di Piersanti Mattarella, uomo politico democristiano, ucciso dalla Mafia mentre era presidente della regione siciliana.

## Trama
Il 6 gennaio 1980, a Palermo in via della Libertà, appena entrato in auto per andare a messa insieme alla moglie, alla figlia e alla suocera, un killer si avvicinò al suo finestrino e  uccise Piersanti Mattarella a colpi di pistola. Nel luogo dove è avvenuto l’omicidio, in viale della Libertà tra il numero civico 135 e il 137, è stata posta una targa in suo ricordo. Inizialmente l’infame atto fu considerato un attentato terroristico, poiché subito dopo il delitto arrivarono rivendicazioni da parte di un sedicente gruppo neo-fascista. Pur nel disorientamento del momento, il delitto apparve però anomalo per le sue modalità, portando il giorno stesso lo scrittore Leonardo Sciascia ad alludere a “confortevoli ipotesi” che avrebbero potuto ricondurre l’omicidio alla mafia siciliana.

## Promozione
Il trailer è stato diffuso il 18 febbraio 2020. La presentazione alla stampa è avvenuta il 19 giugno 2020 alla casa del Cinema di Roma.

## Distribuzione
La pellicola, che tratta dell'uccisione in un agguato del presidente della regione Sicilia Piersanti Mattarella, sarebbe dovuta essere distribuita nelle sale italiane a partire dal 19 marzo 2020, ma, a causa dell'emergenza dovuta alla diffusione del virus COVID-19, ne è stata sospesa la programmazione. Il film è uscito nelle sale italiane giovedì 2 luglio 2020.

## Curiosità
In un cameo il Presidente dell'Assemblea regionale siciliana, Gianfranco Miccichè, interpreta l’allora Presidente Michelangelo Russo.